# 심장정맥동굴
심장정맥동굴(심장정맥굴, 관상정맥동. coronary sinus. 라틴어 corona '왕관'에서 유래)은 심장의 가장 큰 정맥이다. 이는 심장 근육에서 우심방으로 탈산소화된 혈액의 절반 이상을 배출한다. 이는 심장 뒷면, 좌심방과 좌심실 사이에서 시작된다. 이는 심장대정맥(great cardiac vein)과 좌심방의 경사정맥(oblique vein of the left atrium)의 교차점에서 시작된다. 여러 지류를 받는다. 이는 좌심방과 좌심실 사이의 홈(coronary sulcus, 관상구)을 따라 심장 뒷면을 통과한 다음 관상동 구멍(보통 관상동 판막으로 보호됨)에 있는 우심방으로 배출된다.

## 같이 보기
- 심장 판막